# Kuverami
Kuverami, död 341, var regerande drottning av Chandradynastins rike mellan 334 och 341. 
Hon var gift med kung Rimbhiappa, som regerade 311-334. 
När hennes make dog övertog hon tronen under oklara omständigheter, under en period när riket ska ha befunnit sig i ett instabilt tillstånd. Hon är den första regerande kvinnliga monark i Indiens historia som är historiskt bekräftad.
Informationen om hennes regeringstid är begränsad, men hon beskrivs som en framgångsrik regent, som lyckades rensa riket från dess fiender, vilket har tolkats som att hon hade en stående armé med vars hjälp hon lyckades återställa stabiliteten. Hon efterträddes av sin make Umavira. 